# Ekta-Sound

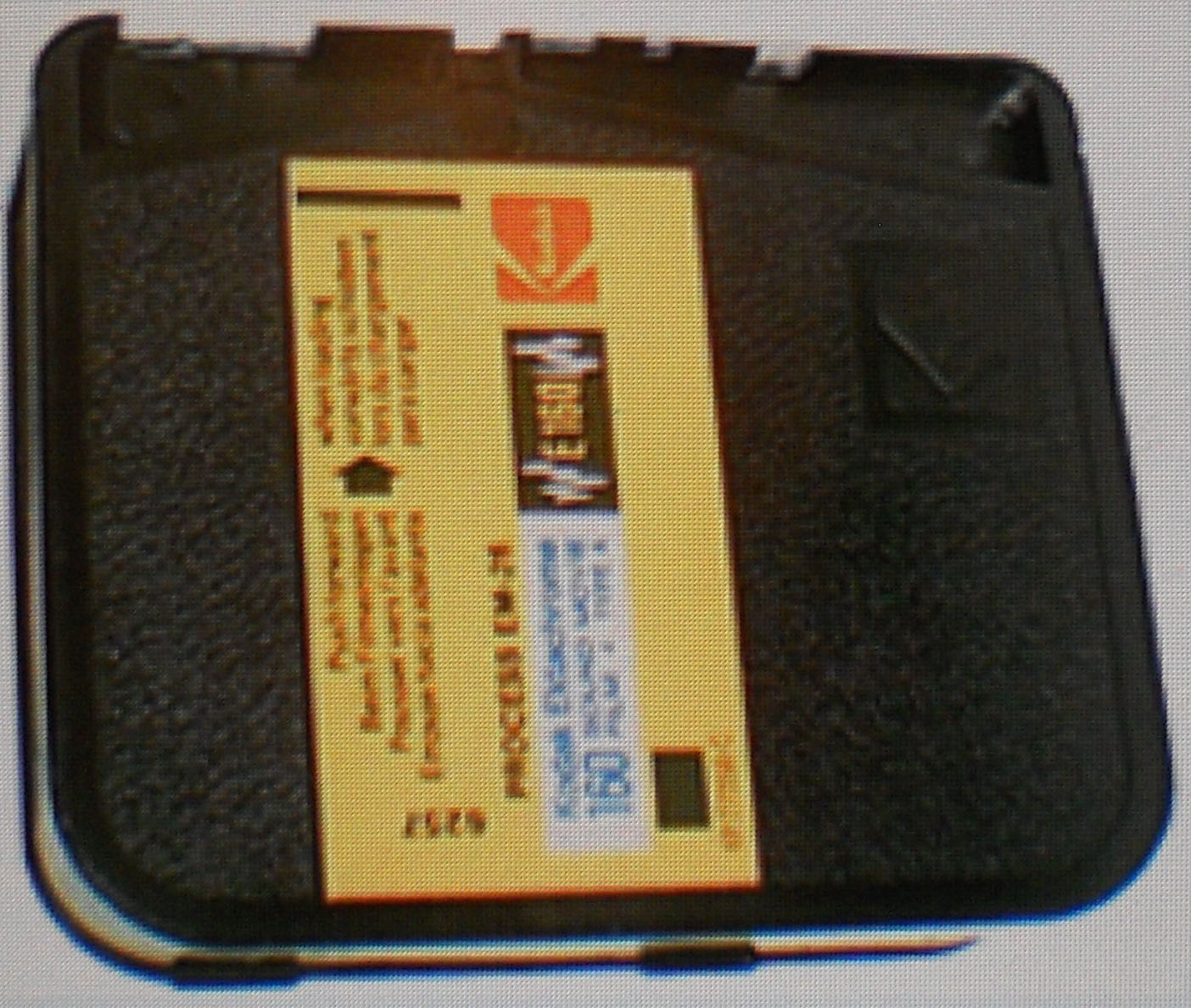
Ein vorbespurter Ektachrome-Film in einer Super8-Tonfilmkassette

Der Ektasound war ein von Kodak entwickeltes Tonfilmsystem für das Schmalfilmformat Super 8.

## Funktionsweise
Das System nahm beim Filmen den Live-Ton direkt mit auf. Der Filmtonstreifen (Einbandverfahren) zeichnete über ein externes oder ein in der Kamera eingebautes Mikrofon alle Töne auf.